# 2016년 하계 올림픽 필리핀 선수단
2016년 하계 올림픽 필리핀 선수단은 2016년 8월 5일에서 8월 21일까지 브라질 리우데자네이루에서 열린 2016년 하계 올림픽에 참가한 올림픽 필리핀 선수단이다.
1924년 공식 데뷔 이후 필리핀 선수들은 모든 하계 올림픽에 출전했지만 1980년 하계 올림픽에는 참가하지 않았다. 모스크바 올림픽은 미국 주도의 보이콧을 국가가 부분적으로 지지했기 때문이다.
필리핀 올림픽 위원회는 이번 올림픽에 남자 7명, 여자 6명으로 구성된 13명의 선수로 구성된 팀을 구성해 8개 종목에 출전했다. 전체 명단은 2012년에 비해 대략 2명의 선수로 늘어났지만, 이는 여전히 올림픽에 파견된 필리핀의 가장 작은 대표단 중 하나였다. 필리핀 선수단이 대표하는 스포츠 중 필리핀은 골프(2016년 대회 신설)와 탁구에서 올림픽 데뷔를 했고, 태권도도 8년 만에 복귀했다.
필리핀 대표단에는 4명의 복귀 올림픽 선수가 참가했는데, 그 중 단 2명만이 3회 연속 대회에 출전했다. 35세의 멀리뛰기 선수 마레스텔라 토레스(팀의 최고령 경쟁자)와 세계 랭킹 역도 선수 히딜린 디아즈이다. 필리핀 명단에 남아 있는 귀환 선수들은 수영 선수 제시 라쿠나와 자스민 알칼디였으며, 둘 다 4년 전 런던에서 열린 첫 올림픽에 출전했다. 한편, 개막식에서 국가 대표단의 기수로 위원회에 의해 임명된 탁구 선수 이안 라리바를 포함하여 9명의 필리핀 선수들이 리우데자네이루에서 올림픽 데뷔를 했다.
필리핀은 여자 53kg급에서 디아즈의 역사적인 은메달을 획득하며 리우데자네이루를 떠나 20년간의 시상대 가뭄을 종식시켰다.

## 같이 보기
- 올림픽 필리핀 선수단